# 八幡町 (太田市)
八幡町（はちまんちょう）は、群馬県太田市にある地名（町丁）。郵便番号は373-0056。

## 概要
太田地区にある町丁である。太田市立西中学校、群馬県立太田女子高等学校があり、住宅地に囲まれている。

## 地理

### 八幡町内の区
八幡町（太田地区）の行政区の一覧。
| 地区     | 行政区 | 読み           | 区域         |
| -------- | ------ | -------------- | ------------ |
| 太田地区 | 八幡南 | はちまんみなみ | 八幡町の一部 |
| 太田地区 | 八幡北 | はちまんきた   | 八幡町の一部 |
| 太田地区 | 八幡西 | はちまんにし   | 八幡町の一部 |

### 近隣町丁
- 西本町
- 本町
- 金山町

## 世帯数と人口
2022年（令和4年）3月31日現在の世帯数と人口は以下の通りである。
| 町丁   | 世帯数  | 人口   |
| ------ | ------- | ------ |
| 八幡町 | 722世帯 | 1641人 |

## 小・中学校の学区
市立小・中学校に通う場合、学区は以下の通りとなる。
| 番地                           | 小学校             | 中学校           |
| ------------------------------ | ------------------ | ---------------- |
| 八幡南、八幡北、八幡西（全域） | 太田市立太田小学校 | 太田市立西中学校 |

## 交通

### 鉄道
西本町との境界線に東武桐生線が通っている。駅はない。

## 施設
- 太田市立西中学校
- 群馬県立太田女子高等学校
- とりせん太田八幡町店